# Тёзка
Тёзка — человек, носящий одинаковое с кем-либо имя.

## В семьях
В англоязычном мире называть человека в честь другого считается нормой. Продолжающаяся практика называть ребёнка именем родителя или бабушки и дедушки может привести к тому, что несколько родственников (например, двоюродных братьев) будут тёзками друг друга, несмотря на то, что они не были названы в честь друг друга.
Среди ашкеназских евреев принято называть ребёнка в честь умершего родственника, например бабушки и дедушки ребёнка. Евреи-сефарды традиционно называют своих детей в честь родственников, живых или умерших. Греческие семьи традиционно называют ребёнка в честь бабушки и дедушки по отцовской линии, а второго ребёнка того же пола называют в честь бабушки и дедушки по материнской линии.

### В именах
В англоязычных культурах, когда сына называют в честь его отца, к имени сына может быть добавлено «младший» (англ. Jr.), а «старший» к имени отцу (англ. Sr.). Используются последовательности в римских цифрах «I», «II», «III», или какой-нибудь другой суффикс имени, чтобы различать людей, особенно если и отец, и сын становятся известными, например, в случае с музыкантом Уильямсом Хэнком и его сыном-музыкантом Уильямсом Хэнком-младшим.

## Виды
- Простые тёзки, тёзки по имени — совпадает только имя.
- Однофамильцы — совпадает только фамилия.
- Однофамильцы-тёзки, двойные тёзки — совпадает только имя и фамилия.
- Тёзки по отчеству — совпадает только отчество.
- Тёзки по имени и отчеству — совпадает только имя и отчество.
- Однофамильцы-тёзки по отчеству — совпадает только фамилия и отчество.
- Полные тёзки — совпадает имя, отчество и фамилия.